# حميد برحلي
حميد برحلي (مواليد 14 مايو 1964) هو ملاكم مغربي، مثّل بلاده في الألعاب الأولمبية الصيفية في دورتي 1992 و1996.

## روابط خارجية
حميد برحلي على موقع أوليمبيديا (الإنجليزية)